# Karel Kotnik
Karel Kotnik, slovenski podjetnik in lastnik velikega kmetijskega posestva, * 30. september 1875, Verd, † 28. februar 1910, Verd. 

## Življenjepis
Karel Kotnik, mlajši sin Franca Kotnika je bil od leta 1889 do 1894 študent realke v Ljubljani, ter nato tehnike na Dunaju, kjer je v času študija ustanovil klub slovenskih tehnikov. Po smrti brata Franca Kotnika je 1891 prevzel posestvo, tovarno parketa in opekarno na Verdu.